# Верхний Реутец
Верхний Реутец — село в Медвенском районе Курской области России. Административный центр Вышнереутчанского сельсовета.

## География
Село находится на юге центральной части Курской области, в пределах Среднерусской возвышенности, в лесостепной зоне, на левом берегу реки Реутец, на расстоянии примерно 8 км (по прямой) к юго-западу от Медвенки, административного центра района. Абсолютная высота — 245 м над уровнем моря.

### Климат
Климат характеризуется как умеренно континентальный, с тёплым летом и умеренно холодной зимой. Среднегодовая температура воздуха — 5,5 °C. Абсолютный минимум температуры воздуха самого холодного месяца (января) составляет −37 °C; абсолютный максимум самого тёплого месяца (июля) — 35 °C. Безморозный период длится около 151 дня в году. Среднегодовое количество атмосферных осадков составляет 587 мм, из которых большая часть выпадает в тёплый период.
| Показатель                                                                     | Янв. | Фев. | Март | Апр. | Май  | Июнь | Июль | Авг. | Сен. | Окт. | Нояб. | Дек. | Год  |
| ------------------------------------------------------------------------------ | ---- | ---- | ---- | ---- | ---- | ---- | ---- | ---- | ---- | ---- | ----- | ---- | ---- |
| Средний суточный максимум, °C                                                  | −4   | −2,9 | 3,1  | 13,1 | 19,5 | 22,8 | 25,4 | 24,8 | 18,3 | 10,7 | 3,5   | −1,1 | 11,1 |
| Средняя температура, °C                                                        | −6,1 | −5,5 | −0,5 | 8,3  | 14,8 | 18,5 | 21   | 20,1 | 14,1 | 7,3  | 1,2   | −3,1 | 7,5  |
| Средний суточный минимум, °C                                                   | −8,6 | −8,6 | −4,6 | 2,8  | 9,1  | 13,1 | 15,9 | 15   | 9,8  | 4    | −1,1  | −5,3 | 3,5  |
| Норма осадков, мм                                                              | 51   | 44   | 48   | 50   | 63   | 69   | 73   | 53   | 56   | 56   | 47    | 50   | 660  |
| Источник: Погода по месяцам c ru.climate-data.org(дата обращения: Апрель 2022) |      |      |      |      |      |      |      |      |      |      |       |      |      |

### Часовой пояс
Село Верхний Реутец, как и вся Курская область, находится в часовой зоне МСК (московское время). Смещение применяемого времени относительно UTC составляет +3:00.

## История
Село основано в XVII веке и носило название Вознесенское, по названию церкви в честь Вознесения Господня.

## Население
| 2002 | 2010 |
| ---- | ---- |
| 886  | ↘669 |

### Половой состав
По данным Всероссийской переписи населения 2010 года, в половой структуре населения мужчины составляли 46,3 %, женщины — соответственно 53,7 %.

### Национальный состав
Согласно результатам переписи 2002 года, в национальной структуре населения русские составляли 97 %.

## Улицы
| - ул. Бабинка, - ул. Белобородовка, - ул. Большое, - ул. Бугор, - ул. Вороновка, - ул. Гавриловка, | - ул. Грунт, - ул. Домики, - ул. Заложенка, - ул. Истомовка, - ул. Ключик, - ул. Лебединовка, | - ул. Ломановка, - ул. Магазинная, - ул. Мордашовка, - ул. Нижневка, - ул. Подтурщина, - ул. Рагозевка. |

## Инфраструктура
Личное подсобное хозяйство. В селе 415 домов.

## Транспорт
Верхний Реутец находится в 9,5 км от автодороги федерального значения М2 «Крым» (часть европейского маршрута E 105), при автодорогах межмуниципального значения 38Н-185 (М-2 «Крым» — Гахово) и 38Н-188 (38Н-185 — Верхний Реутец — Реутчанский), в 33,5 км от ближайшего ж/д разъезда и остановочного пункта 454 км (линия Льгов I — Курск).
В 87 км от аэропорта имени В. Г. Шухова (недалеко от Белгорода).